# Sundochernes modiglianii
Sundochernes modiglianii är en spindeldjursart som först beskrevs av Edvard Ellingsen 1911.  Sundochernes modiglianii ingår i släktet Sundochernes och familjen blindklokrypare. Inga underarter finns listade i Catalogue of Life.